# 神路村
神路村（かんじむら）はかつて岐阜県郡上郡に存在した村である。
現在の郡上市大和町神路に該当する。村名の「神路」は、最澄がこの地を訪れて道を開いたという言い伝えに由来する。
長良川支流の神路川沿いの村であった。

## 歴史
- 1875年（明治8年） - 口神路村と中神路村が合併し、神路村となる。
- 1889年（明治22年）7月1日 - 町村制により神路村発足。
- 1897年（明治30年）4月1日 - 徳永村、河辺村、牧村、古道村、栗巣村と合併し、山田村発足。同日神路村廃止。